# ユーリ・マレンチェンコ

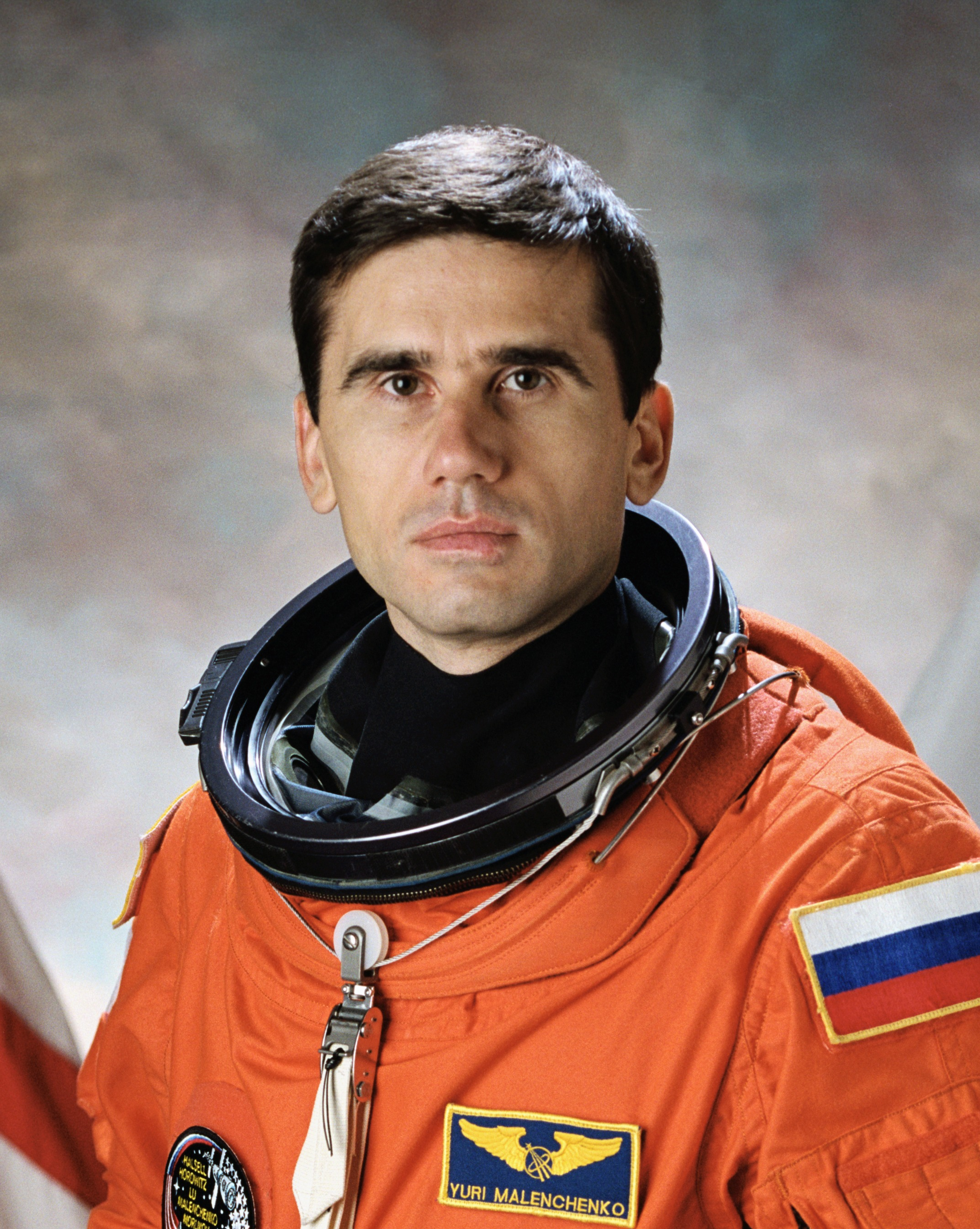
ユーリ・マレンチェンコ

ユーリ・マレンチェンコ（Yuri Ivanovich Malenchenko、ロシア語：Юрий Иванович Маленченко、1961年12月22日 - ）は、ウクライナ系ロシア人の宇宙飛行士で、ロシア（元ソ連）空軍大佐。
ロシア連邦英雄を授与されている。

## 経歴
マレンチェンコはウクライナ・ソビエト社会主義共和国キロヴォグラード（現キロヴォフラード）州スヴィトロヴォーツィクで生まれた。
1983年にハリコフ軍事航空学校を卒業した。ジューコフスキー空軍工学アカデミーに入学し、1993年に卒業した。1987年に宇宙飛行士に選ばれた。
マレンチェンコは、宇宙で結婚した初めての人物となった。相手はテキサス州のエカテリーナ・ドミトリエヴァで、彼はその時ニュージーランド上空240マイルの国際宇宙ステーション (ISS) にいた。2003年8月10日に衛星通信を通じて地球にいる婚約者との結婚式を行った。

## 飛行経験
1. ソユーズTM-19（ミール第16次滞在）：機長、1994年7月1日 - 1994年11月4日、125日22時間53分[2]
2. STS-106（アトランティス）：ミッションスペシャリスト、2000年8月8日 - 2000年8月20日、11日19時間12分[2]
3. ソユーズTMA-2（ISS第7次長期滞在）：機長、2003年4月26日 - 2003年10月28日、184日22時間46分
4. ソユーズTMA-11（ISS第16次長期滞在）：フライトエンジニア、2007年10月10日 - 2008年4月19日、191日19時間8分[1]